# Tamás Ernő (író)
Tamás Ernő (Borsfa, 1892. május 1. – Budapest, 1955. február 24.) író, hírlapíró, költő.

## Pályafutása
Tamás Sándor és Szelényi Emma fiaként született. Tanulmányai elvégezte után 1912 elején kezdte meg újságírói pályáját. 1910-től írt verseket, novellákat. Első verse az Egyetértésben jelent meg, később Kiss József A Hét című irodalmi lapjában jelentkezett új törekvésű verseivel. Az első világháborúban katonai szolgálatot teljesített, majd több lap számára is dolgozott. 1924 elejétől a Pesti Hírlap belső munkatársa volt, ahol színes riportokat, irodalomtörténeti cikkeket, színházi bírálatot és kulturális újdonságokat irt. Nem voltak érintkezései a munkásmozgalommal, de küzdő, szabadlelkű ember volt, aki eljutott a meghajszoltak igazságaihoz. Túlfűtött, megvilágító képekkel és hasonlatokkal teljes szabadverseiben mindenki életjogát hirdeti és a belső átalakulás tudatraébresztésével tenni akar valamit a közösségért. Világszemléleti verseiben az emberi felszabadulást hirdette, szerelmi líráját mély érzések és nagy indulatok felmagasztosítása jellemezték. Rajongó áhítat, eksztatikus elragadtatás és különös irónia jellemzik verseit. Nyelvében egyéni kifejezésre, zenei fokozásra és tiszta magyarságra törekedett. Színésztörténeti cikkei alapos hozzáértésről tanúskodnak. Halálát agyi éreldugulás okozta.
Első felesége Kiss Ida (1902–1936) írónő volt, akit 1922. november 8-án Nagyváradon vett nőül. Második házastársa tordakéti Bogyó Irma (1891–1947) volt.

## Kötetei
- Elmúlt csodák, versek, 1920
- Szédületben az Élet, novellák, 1921
- Idegen Istenek, versek, 1925
- Nem lehet örülni, versek, 1929